# Autoritatea Electorală Permanentă

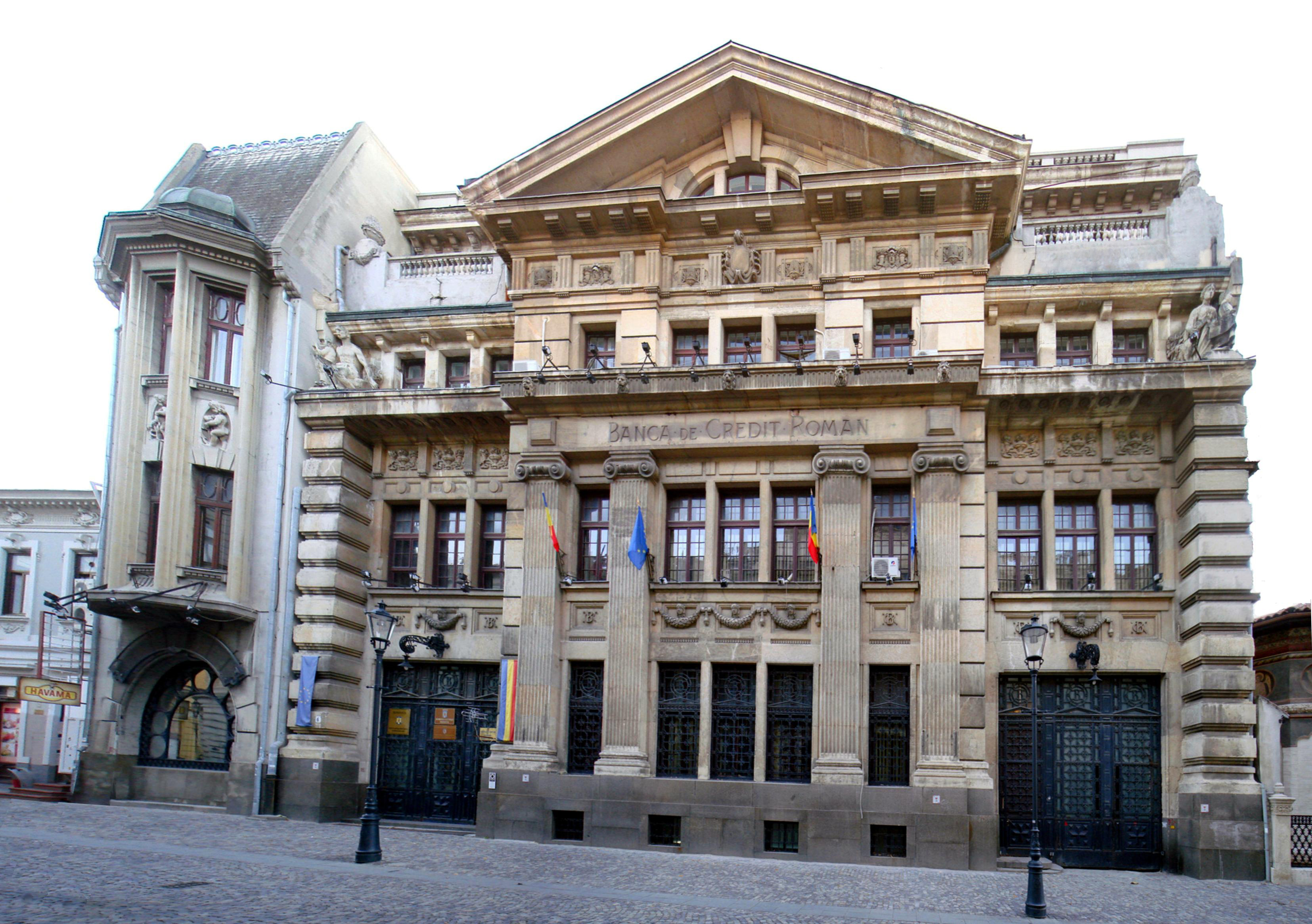
Sediul de pe str. Stavropoleos nr. 6

Autoritatea Electorală Permanentă (AEP) este o instituție administrativă autonomă care se ocupă de aspectele administrative și logistice ale sistemului electoral din România din anul 2001.

## Atribuții
- Monitorizează finanțarea partidelor politice și transparența campaniilor electorale;
- Organizează secțiile de votare și dotările acestora (urne, cabine, ștampile);
- Administrează registrul electoral și registrul secțiilor de votare;
- Realizează propuneri ale cadrului electoral pentru Parlament;
- Recrutează și instruiește personalul implicat în alegeri;
- Implementează programe de informare și educare a alegătorilor;
- Elaborează proceduri pentru accesul la vot al persoanelor cu dizabilități;
- Supervizează aplicațiile informatice utilizate pentru centralizarea rezultatelor;
- Monitorizează finanțarea partidelor politice și campaniile electorale.

## Conducere
Autoritatea Electorală Permanentă este condusă în mandate de 8 ani de către un președinte, cu rang de ministru, ajutat de 2 vicepreședinți cu rang de secretar de stat. Un vicepreședinte este numit de președintele României, iar celălalt de prim-ministru.
Președintele Autorității Electorale Permanente (AEP) este numit de Parlamentul României, printr-o hotărâre adoptată în cadrul unei ședințe comune a Senatului și a Camerei Deputaților. Nominalizarea este făcută de grupurile parlamentare și vizează persoane cu experiență și pregătire în domeniul juridic sau administrativ. Pentru a fi numit, candidatul trebuie să obțină majoritatea voturilor din partea deputaților și senatorilor. 

## Biroul Electoral Central
Biroul Electoral Central (BEC) este o instituție autonomă subordonată responsabilă cu organizarea și desfășurarea alegerilor pentru Senat, Camera Deputaților, Președinția României, alegerile locale și referendumul național. Acesta este format dintr-un președinte și un număr de membri desemnați care reprezintă partidele politice și organizațiile neguvernamentale.

### Atribuții
- Stabilește regulile și procedurile pentru desfășurarea alegerilor
- Emite instrucțiuni și ghiduri pentru birourile electorale județene și locale
- Centralizează și publică rezultatele
- Monitorizează campaniile electorale ale candidaților

## Registrul electoral
Registrul Electoral este un sistem informatic național administrat de Autoritatea Electorală Permanentă (AEP) și operat de către primari, creat pentru a asigura un proces electoral corect și transparent. Acesta cuprinde toți cetățenii români cu drept de vot și asigură alocarea fiecăruia la secția de vot corespunzătoare în funcție de domiciliu sau reședință. 

## Primul Vot
Primul Vot este un site dedicat educației civice și participării electorale, creat în 2020 în cadrul proiectului Digi-EMB, care vizează creșterea transparenței și integrității în managementul electoral și finanțarea partidelor politice. Acest site are ca obiectiv principal informarea tinerilor, în special a celor care votează pentru prima dată, despre procesul electoral din România. Site-ul include doar videoclipuri de pe YouTube care abordează diverse subiecte legate de alegeri și drepturile alegătorilor.

## Finanțare Partide
Finanțare Partide este un site dedicat transparenței și integrității în procesul de finanțare a partidelor politice din România. Proiectul are ca obiectiv principal promovarea unor practici mai transparente în gestionarea resurselor financiare.

## Vot Străinătate
Vot Străinătate este un portal online destinat românilor care locuiesc în afara țării și care doresc să participe la alegerile din România. Cetățenii români din diaspora pot vota prin corespondență și la secțiile de votare.